# Giasone e gli Argonauti
Giasone e gli argonauti (Jason and the Argonauts) è una miniserie televisiva del 2000 in due puntate per la regia di Nick Willing. È una fiction televisiva di genere fantastico-mitologico.

## Trama
Il piccolo Giasone sfugge per un soffio al massacro che costa la vita al padre Esone, re di Iolco, per mano del crudele zio Pelia.
Divenuto adulto, torna in patria deciso a far valere i suoi diritti di erede al trono, ma Pelia lo condanna immediatamente a morte, e, per salvarsi, Giasone promette di portargli il leggendario Vello d'oro. Inizia così l'avventura di Giasone.